# Indexanleihe
Die Indexanleihe ist im Finanzwesen eine Anleihe, deren Nominalzins und/oder Rückzahlungsbetrag an einen Index gekoppelt ist.

## Allgemeines
Die Bindung einer Anleihe an einen Index gehört nicht zu den üblichen Anleihebedingungen, so dass diese Anleiheart nicht zu den Standardanleihen zählt; sie ist zu den Derivaten zu rechnen. Die Gestaltung von Indexanleihen ist in vielen Formen möglich und reicht von sehr einfachen bis hin zu finanzmathematisch sehr komplexen Konstrukten. Da Standardanleihen unter anderem nicht vor Inflation oder Deflation schützen, kann ihre Anleihenrendite niedriger ausfallen als die Inflationsrate, so dass die Anleger – wie alle Gläubiger von Nominalwerten – ein Inflationsrisiko mit der Folge trifft, dass bei steigenden Güterpreisen die Realrendite unter die Nominalrendite fällt. Bei Indexanleihen besteht dagegen über den Aktienindex eine Nähe zu Sachwerten, so dass ein mittelbarer Schutz vor Inflation gegeben ist.

## Geschichte
Indexanleihen können nicht als Finanzinnovation bezeichnet werden, denn bereits im Januar 1777 emittierte Massachusetts eine Anleihe (englisch tender notes), die den Soldaten während des Unabhängigkeitskrieges eine spätere Zahlung im Wert eines Warenkorbs aus Fleisch, Getreide, Leder und Wolle gewährleistete. Im Jahre 1924 plädierte der Volkswirt John Maynard Keynes für die Indexanleihe. Die 1930 in Deutschland emittierte Young-Anleihe diente der Finanzierung von Reparationszahlungen aus dem Ersten Weltkrieg und wies eine Kopplung an die Entwicklung des Goldpreises in US-Dollar auf. Finnland führte im Jahre 1945 die erste inflationsindexierte Staatsanleihe ein. Es folgten Staaten mit Hyperinflation wie Brasilien (1964), Chile (1966), Kolumbien (1967) oder Argentinien (1972). In Großbritannien kamen 1975 inflationsindexierte Sparbriefe auf den Markt. Erst ab 1978 verbreiteten sich inflationsindexierte Anleihen auch in den USA.
Im September 2003 präsentierte Italien seine erste inflationsindexierte Staatsanleihe, im Dezember 2003 emittierte die Swiss Re die Indexanleihe „Vita Capital“, die an den Sterblichkeitsindex gebunden war. Hierbei musste die Prämienkalkulation die Risiken der Langlebigkeit oder der erhöhten Sterblichkeit aufgrund von Katastrophen oder Krankheiten kalkulieren. Im März 2006 kam in Deutschland die erste deutsche Inflationsanleihe als Bundesanleihe (Bundeswertpapier) auf den Markt. Verzinsung und Rückzahlungsbetrag richteten sich nach der Entwicklung des harmonisierten Verbraucherpreisindexes der Euro-Zone ohne Tabakwaren.

## Arten
Die Bindung an einen Index kann durch den Rückzahlungsbetrag und/oder die Zinszahlung erfolgen. Beide werden mit der Indexrate multipliziert. Häufig verwendete Indices sind der Aktienindex, Verbraucherpreisindex (Harmonisierter Verbraucherpreisindex), Rohstoffpreisindex oder Währungsparitäten. Diese Indices bilden den Basiswert einer Indexanleihe.
- Inflationsindexierte Anleihen (englisch inflation-linked bonds):
  - Kapitalindexierte Anleihen (englisch capital indexed bonds): Der Nominalwert wird kontinuierlich an die Inflationsrate angepasst. Der Cashflow ermittelt sich anhand des Nominalzinses {\displaystyle z}, Realzinssatzes {\displaystyle r}, dem Preisindex zum Zeitpunkt {\displaystyle t} ({\displaystyle P_{t}}), Preisindex zum Emissionszeitpunkt {\displaystyle P_{o}} und dem Preisindex am Fälligkeitstermin {\displaystyle P_{f}}[8]:

{\displaystyle z=r\cdot {\frac {P_{t}}{P_{o}}}}.
- - Kuponindexierte Anleihen (englisch interest indexed bonds) gewährleisten eine auf den Nominalzins garantierte Prämie in Höhe der Inflationsrate, bezogen auf den Nominalzins. Die Rückzahlung erfolgt zum festgelegten Nominalwert:

{\displaystyle z=r+100\cdot \left({\frac {P_{t}}{P_{t-1}}}-1\right)}.
- Bei Indexanleihen auf den Aktienindex ist der Nominalzins oder die Rückzahlung der Indexanleihen an die Entwicklung eines Aktienindex (etwa den DAX) oder einer einzelnen Aktie gekoppelt.[9] Bei Equity Index Participation Notes ist die Höhe des Nominalzinses an eine Aktie oder einen Aktienindex gebunden.
- Indexanleihen auf den Rohstoffindex (englisch commodity backed bonds). Als Index kommen insbesondere der CRB-Index oder der S&P GSCI in Frage. An diese wird der Nominalzins oder die Rückzahlung der Anleihen gebunden.[10]
- Indexanleihen auf Währungsparitäten oder Doppelwährungsanleihen (englisch dual currency bonds) sind Indexanleihen, bei denen der Emissionsbetrag und der Nominalzins auf eine andere Währung lauten als die Rückzahlungswährung.[11]

Die Kopplung einer Anleihe an einen Index macht die Indexanleihe zu einem strukturierten Finanzprodukt.

## Wirtschaftliche Aspekte
Indexanleihen sind strukturierte Finanzprodukte, weil ein klassisches Finanzprodukt (hier eine Anleihe) mit einem Derivat (hier ein Index) kombiniert wird. Die Entwicklung der Indexanleihen ist nicht allein mit der Marktentwicklung auf dem Rentenmarkt verbunden – wie dies bei Standardanleihen der Fall ist –, sondern etwa bei inflationsindexierten Anleihen auch mit dem Preisniveau auf dem Gütermarkt. Dies ist mit einem höheren Finanzrisiko für den Anleger verbunden. Neben dem Emittentenrisiko und dem Zinsänderungsrisiko wie bei Standardanleihen trägt er zusätzlich ein Preisrisiko der Güterpreise. Dafür trägt er nicht mehr das Inflationsrisiko eines Gläubigers.
Der am häufigsten bei Indexanleihen gewählte Basiswert ist der Verbraucherpreisindex. Sie lohnen sich überwiegend für Emittenten mit Geschäftssitz in Staaten mit Hyperinflation. Der Preisindex führt dazu, dass bei inflationsindexierten Anleihen keine Unterscheidung zwischen Nominal- und Realzins erforderlich ist, sondern wegen der Bindung an einen Preisindex stets ein Realzins vorliegt. In Zeiten niedriger Inflation ist die Nachfrage nach derartigen Anleihen deshalb gering.
Die tatsächliche Nominalrendite von Indexanleihen kann nicht ex ante gewährleistet werden, sondern wird ex post ermittelt. Grund ist die Kopplung an Indices, die meist erst zum Jahresultimo oder am Fälligkeitstag berechnet werden.